# The Senator

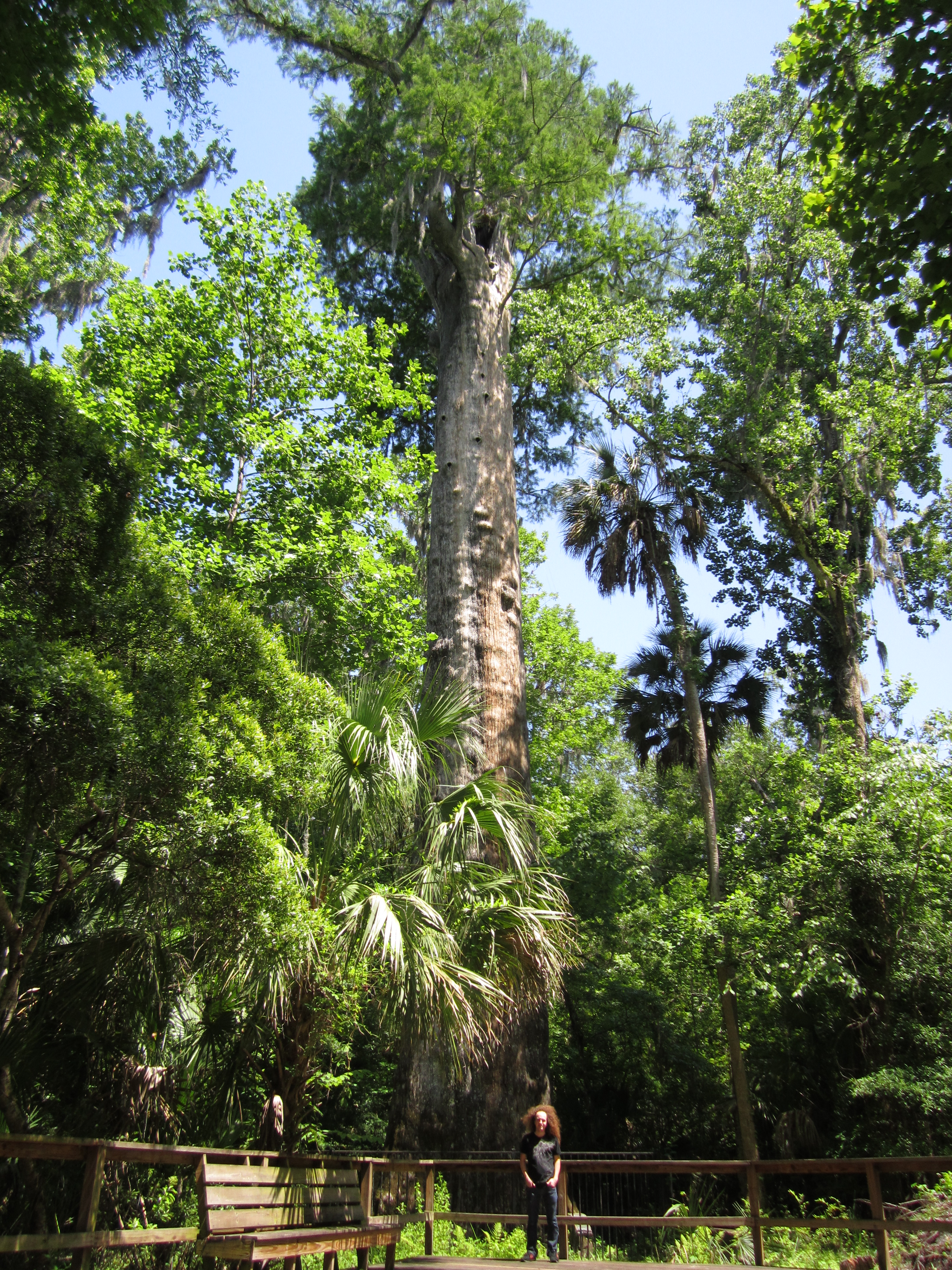
The Senator in 2011

The Senator was de oudste poelcipres (Taxodium ascendens) ter wereld. De boom stond in het Big Tree Park in Longwood in de Amerikaanse staat Florida. Voor de boom op 16 januari 2012 door brand vernield werd, was hij 38 meter hoog en had de stam een diameter van 5,3 meter. De leeftijd van The Senator werd op 3400 à 3500 jaar geschat, waarmee het de vijfde oudste boom ter wereld was.

## Vernieling
De boom werd op 16 januari 2012 vernield door een brand. De boom brandde van binnenuit af, als een schoorsteen. Brandweerlui hebben geprobeerd de brand te blussen, maar de boom is ingestort. De nog rechtstaande verbrande restanten meten nu 6 à 8 meter.
In februari werd er een 26-jarige vrouw gearresteerd in verband met de vernieling. Zij beweerde regelmatig 's nachts naar de boom te gaan om er drugs te gebruiken. Ze stak er naar eigen zeggen een vuur aan om te kunnen zien, maar dat liep uit de hand.